# Bolet à chair jaune
Xerocomellus chrysenteron
Espèce
Statut de conservation UICN

 LC  : Préoccupation mineure
Xerocomellus chrysenteron, le Bolet à chair jaune, anciennement Boletus chrysenteron, est une espèce de champignon (Fungi) basidiomycète du genre Xerocomellus dans la famille des Boletaceae. C'est une espèce très courante que l’on rencontre dans de nombreux bois. Comestible moyen, il est caractérisé par la chair de son pied en partie rouge à la coupe. Sa chair ne bleuit pas ou alors très peu.

## Taxonomie

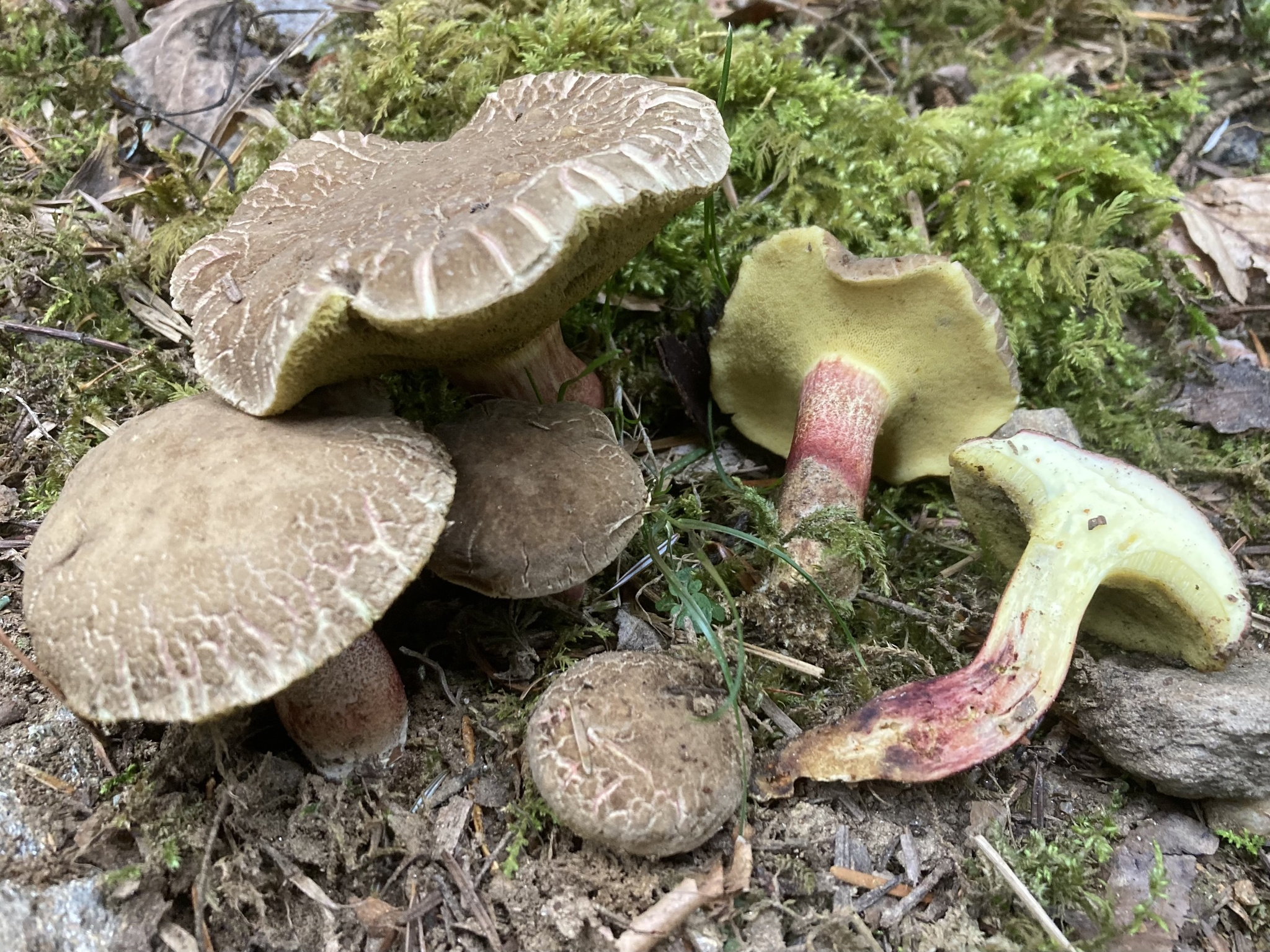
Collection de sporophores de X. chrysenteron en France.

Le nom correct complet (avec auteur) de ce taxon est Xerocomellus chrysenteron (Bull.) Šutara, 2008. 
L'espèce a été initialement classée dans le genre Boletus sous le basionyme Boletus chrysenteron Bull., 1791.

### Synonymes
Xerocomellus chrysenteron a pour synonymes :
- Boletus chrysenteron Bull., 1791
- Boletus cupreus Schaeff., 1774
- Suillus chrysenteron var. chrysenteron , 1898
- Suillus chrysenteron (Bull.) Kuntze, 1898
- Versipellis chrysenteron (Bull.) Quél., 1886
- Xerocomus chrysenteron (Bull.) Quél., 1888

### Phylogénie

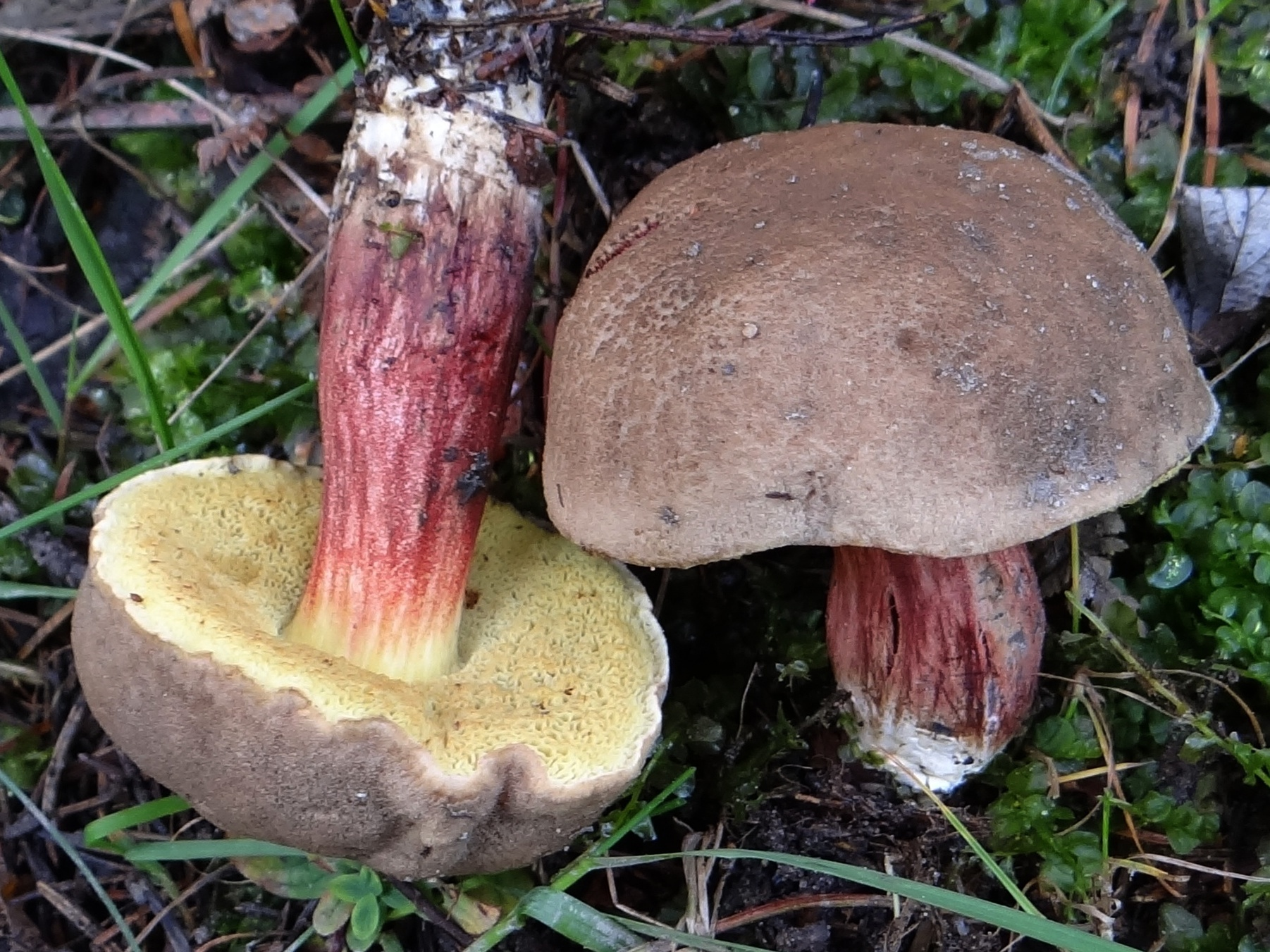
Deux bolets à chair jaune.

Boletus chrysenteron a été décrit pour la première fois par Pierre Bulliard en 1791. En 1888, Lucien Quélet le renomme Xerocomus chrysenteron. En 2008, Josef Šutara lui donne son nom actuel valide, Xerocomellus chrysenteron.

### Étymologie
L'épithète spécifique chrysenteron, venant du Grec, signifiant "à intérieur doré", fait réfèrence à la chair jaunâtre de ce champignon.

### Noms vulgaires et vernaculaires
Ce taxon porte en français les noms vernaculaires ou normalisés suivants : Bolet à chair jaune, Bolet chrysentéron.

## Description du sporophore
Les bolets sont des champignons dont l'hyménophore, constitué de tubes et terminés par des pores, se sépare facilement de la chair du chapeau. Ce chapeau d'abord rond, recouvert d'une cuticule, devient convexe à mesure qu’il vieillit. Ils ont un pied (stipe) central assez épais et une chair compacte. Les caractéristiques morphologiques de X. chrysenteron sont les suivantes :
Son chapeau mesure 3 à 8 cm de diamètre, il est convexe puis largement convexe à subétalé, sec, subtomenteux, vite craquelé-aréolé, brun-gris, marron, marron-gris, brun olive ou brun-vert foncé. Il est rose-rouge dans les craquelures de la cuticule.
L'hyménophore présente des tubes jaunes devenant jaune olivâtres à olivâtres à maturité. Ils sont anguleux, irréguliers et plutôt larges à maturité, 1 à 2 par mm ou jusqu'à 1 à 2 mm de largeur. La couche de tubes peut être déprimée près du pied. Les pores sont concolores. Ils bleuissent faiblement à la pression ou à la coupe. La sporée est brun olive.
Son stipe mesure 4 à 8 cm x 0,5 à 1,5 cm. Il est grêle, jaune à fines côtes, tacheté ou ligné de rouge grenat, de forme subégal à atténué vers la base, plein, sec, subvelouté ou strié, jaunâtre, rouge pourpré vers la base, avec mycélium basal blanc.

La chair est à demi molle et, à la coupe, de couleur jaunâtre dans le pied et blanchâtre dans le chapeau. Elle devient progressivement rouge betterave en commençant par la moitié du stipe et se dirigant vers la base pour subitement devenir brunâtre orangée tout au bout du pied. Elle bleuit très légèrement au niveau du milieu ou du haut du pied quelques minutes après avoir été coupée. L'odeur n'est pas distinctive et la saveur est douce.

Principaux caractères distinctifs
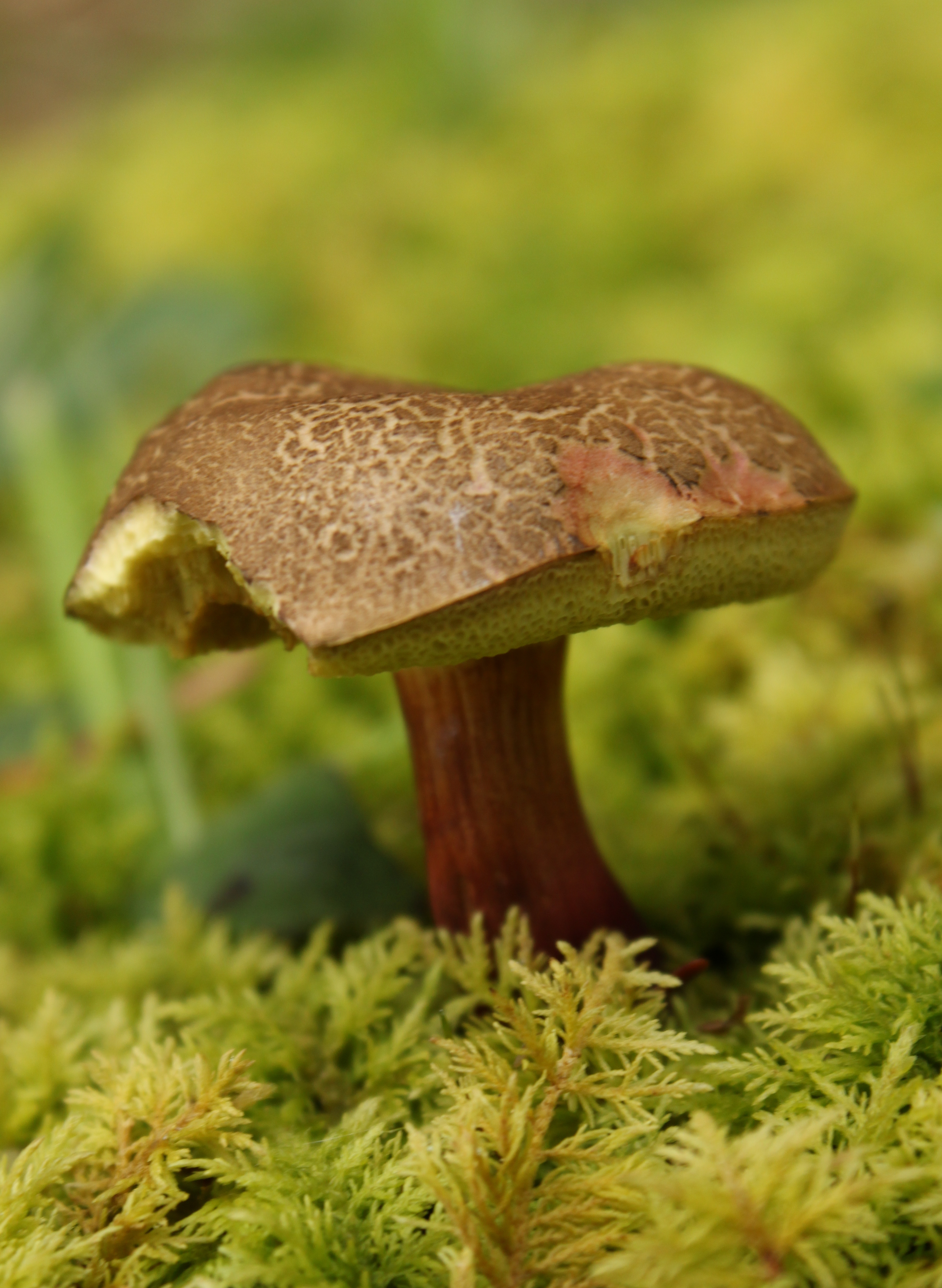
Silhouette xérocomoïde grêle.
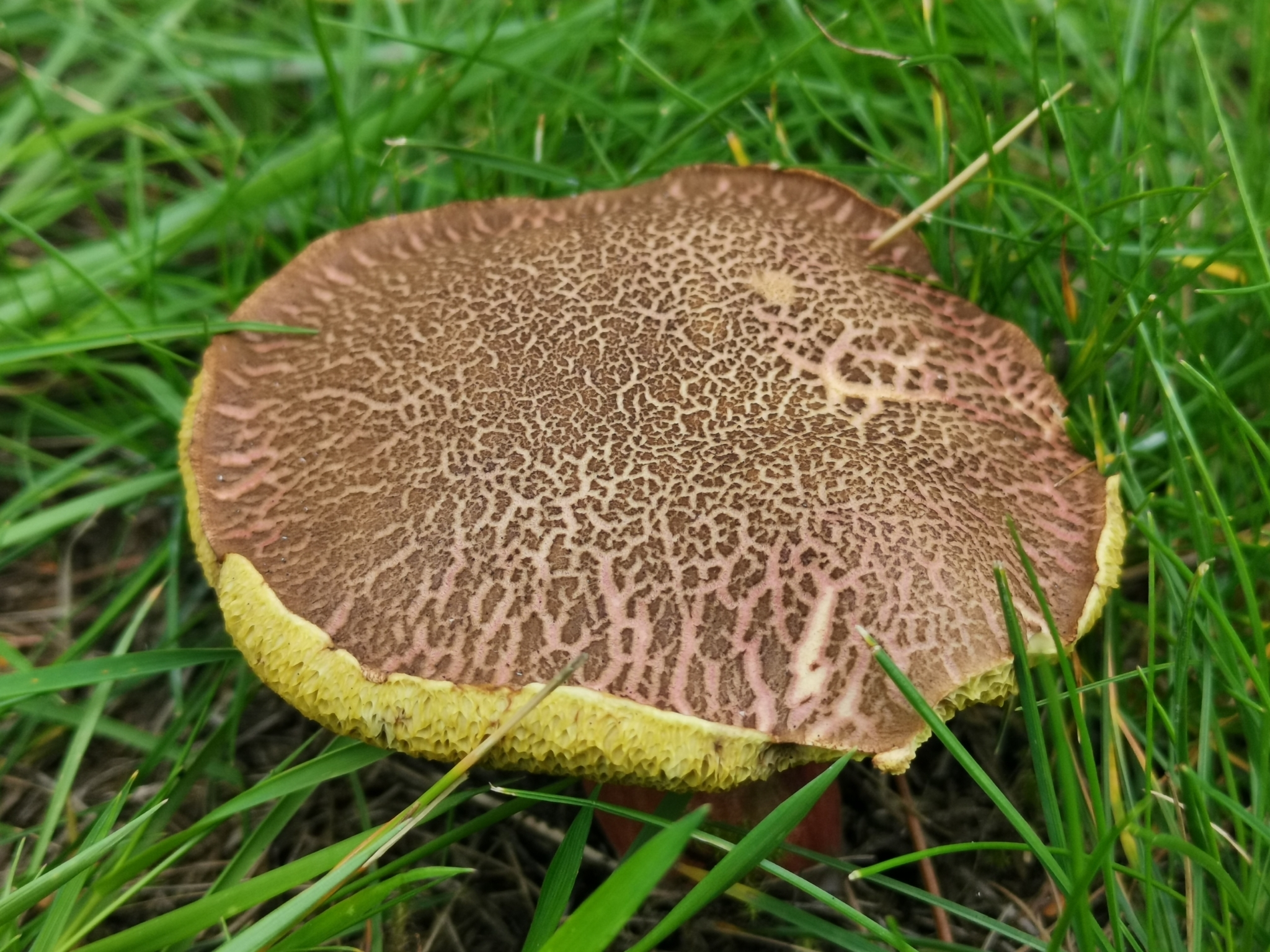
Chapeau brunâtre, souvent vite finement craquelé.
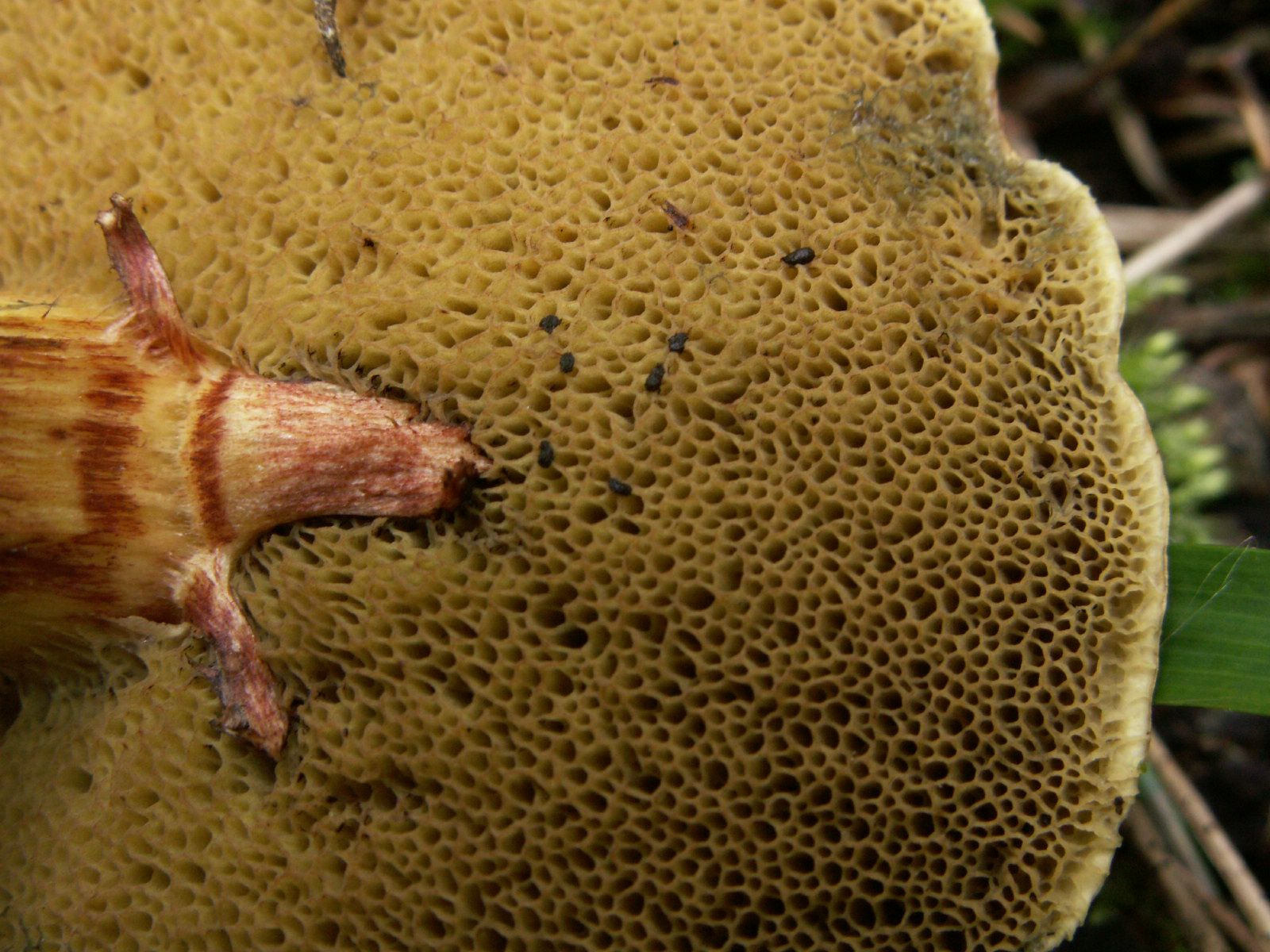
Pores et tubes d'abord jaunes puis olivâtres, non ou faiblement bleuissants.
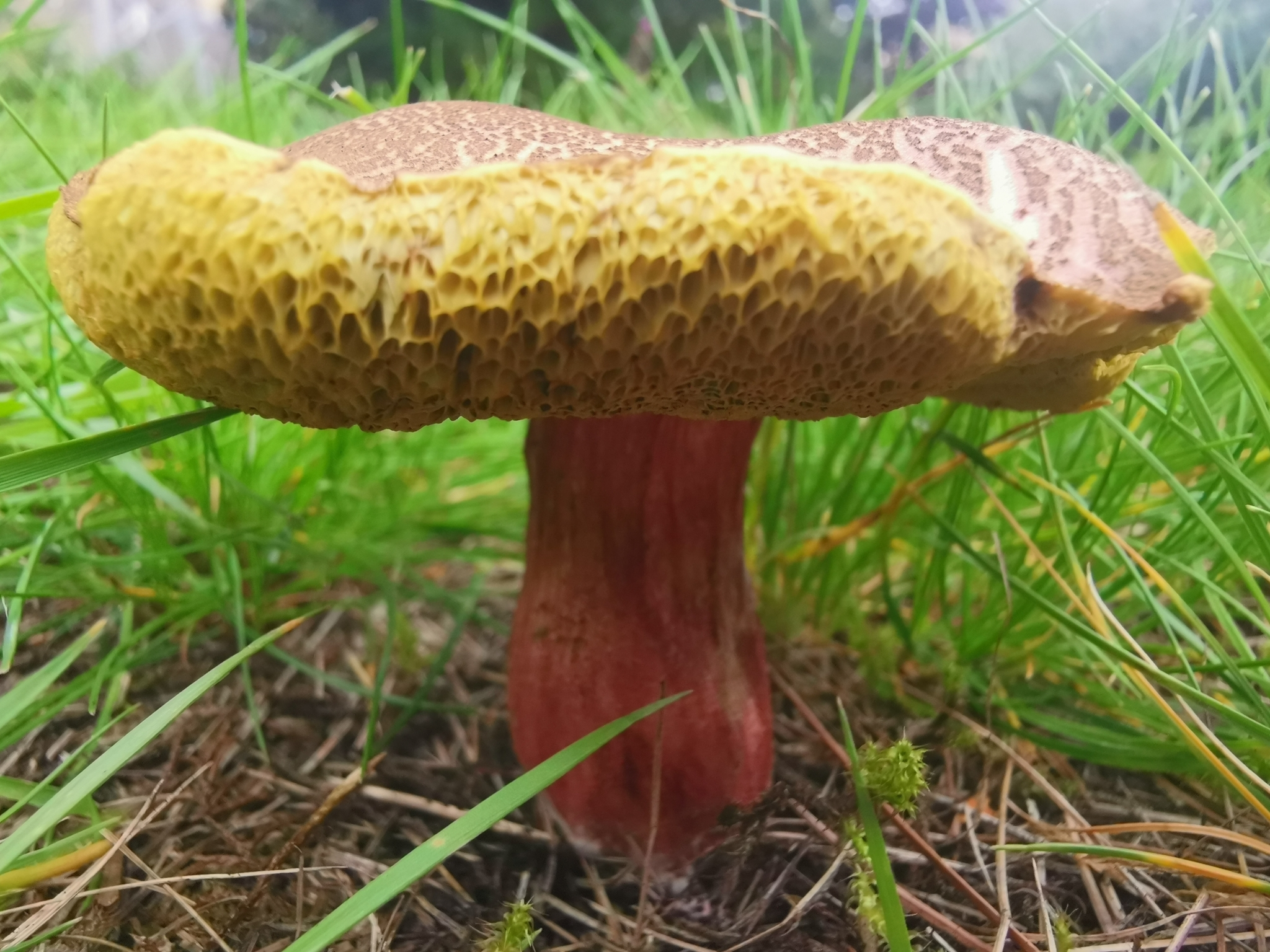
Pied typiquement rayé de rougeâtre, avec du jaunâtre.
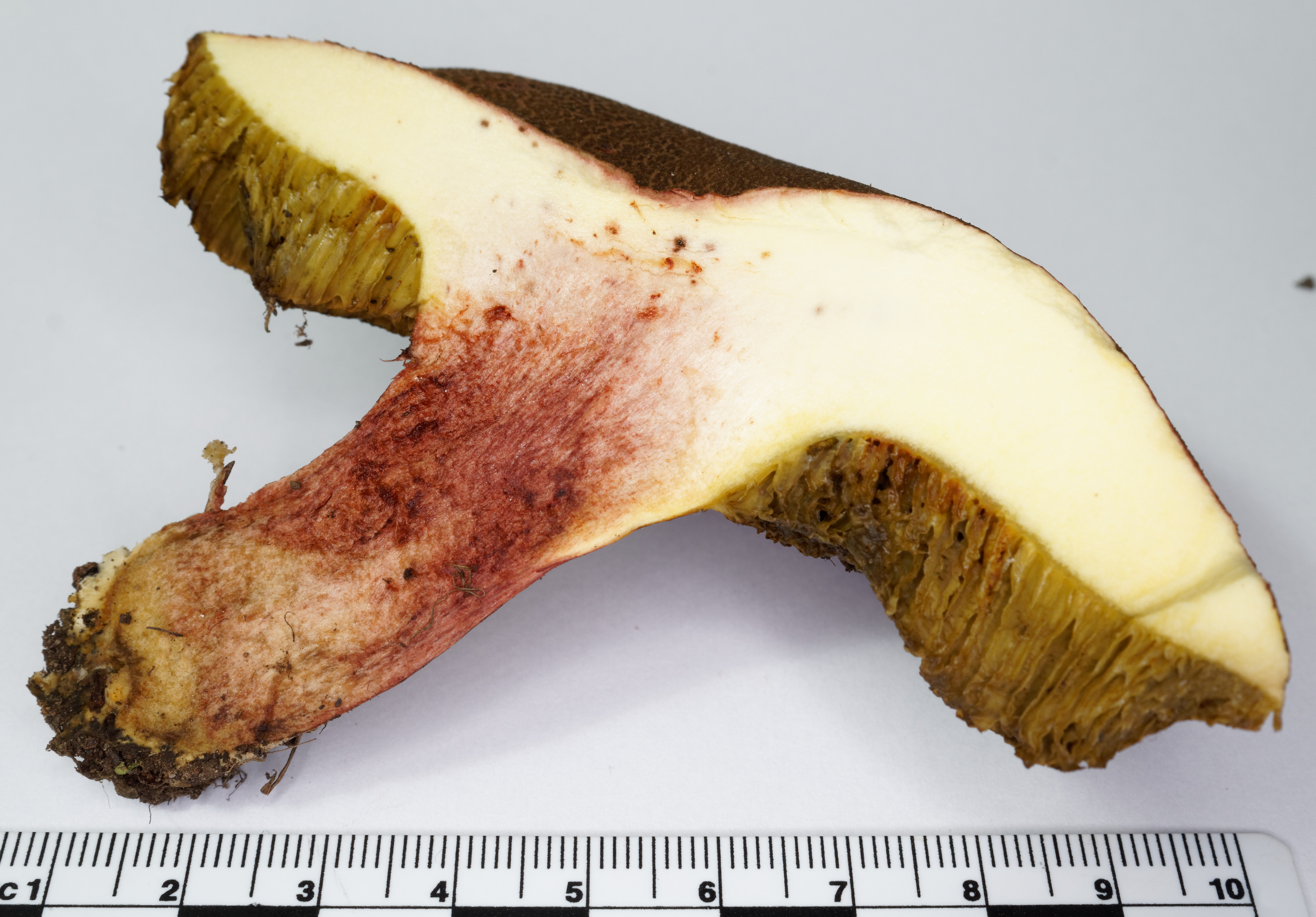
Zone rouge plus ou moins étendue dans la chair du pied, plus petite zone brun pâle à la base.

### Caractéristiques microscopiques
Ses spores sont oblongues à naviculaires, lisses, parfois avec petit pore germinatif et tronquées à l'apex, ocracées, jaune-brun pâle à brun pâle, mesurant 10 à 14,5 µm x 4,5 à 6,5 µm.

## Galerie

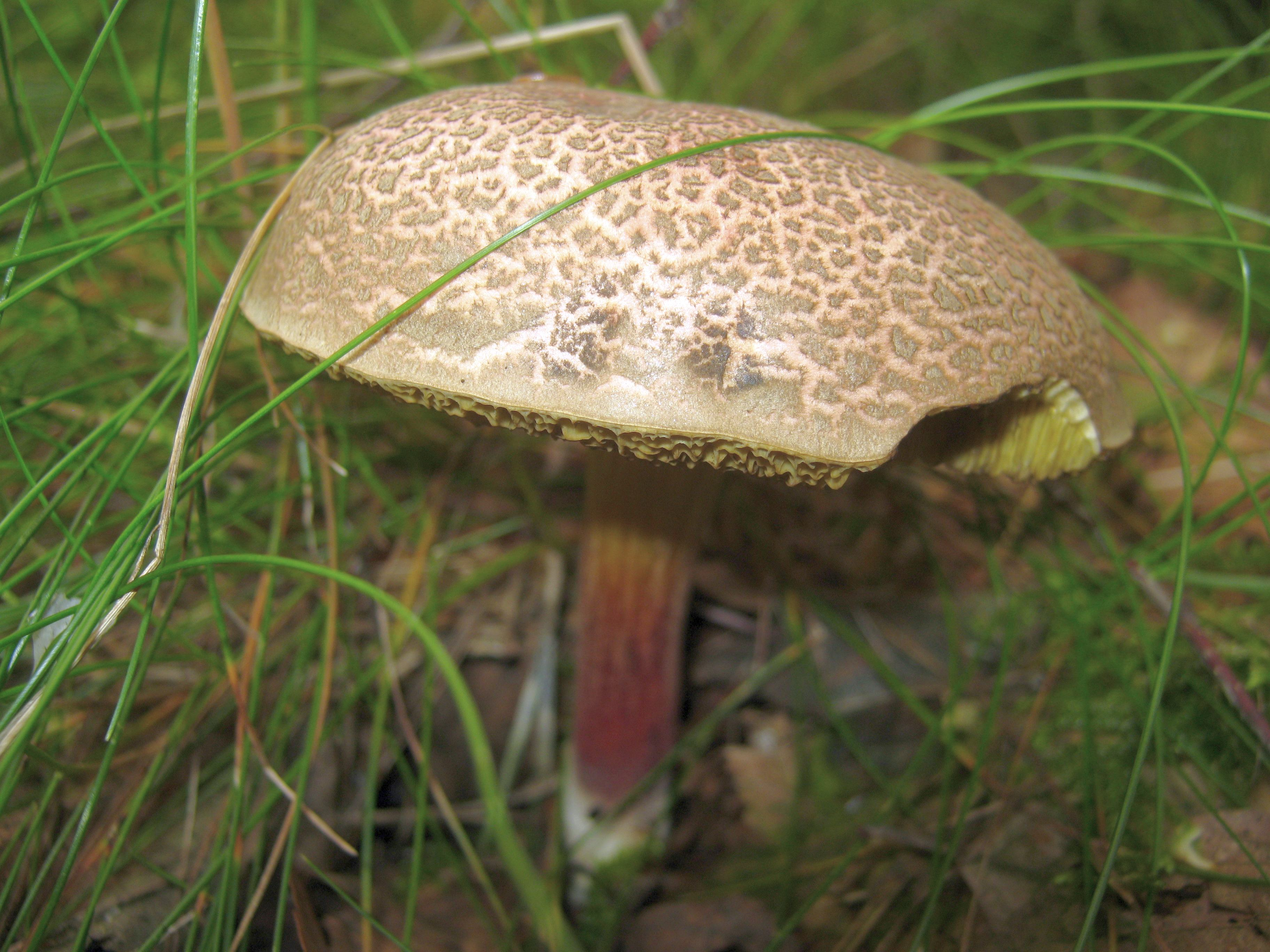
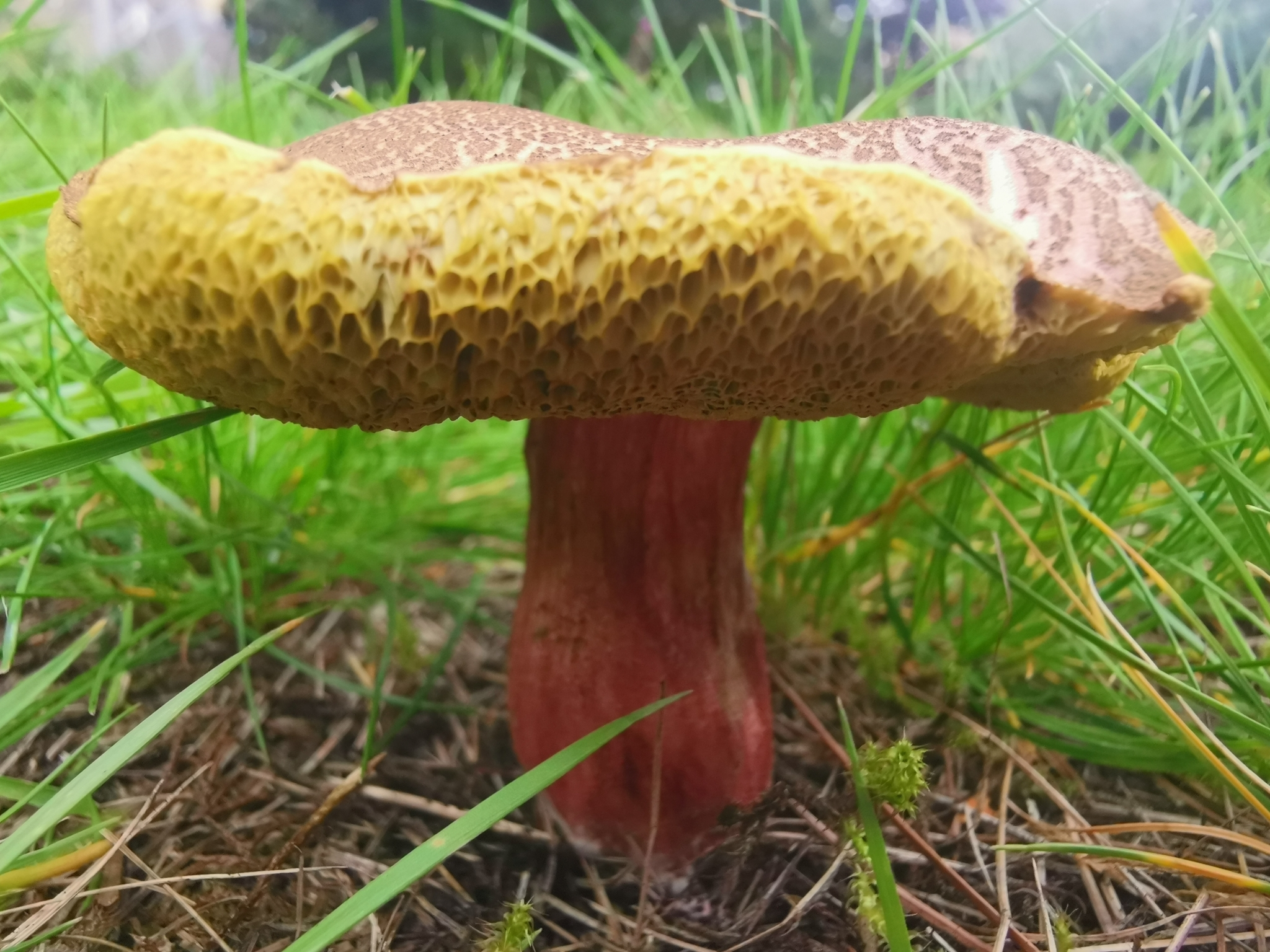
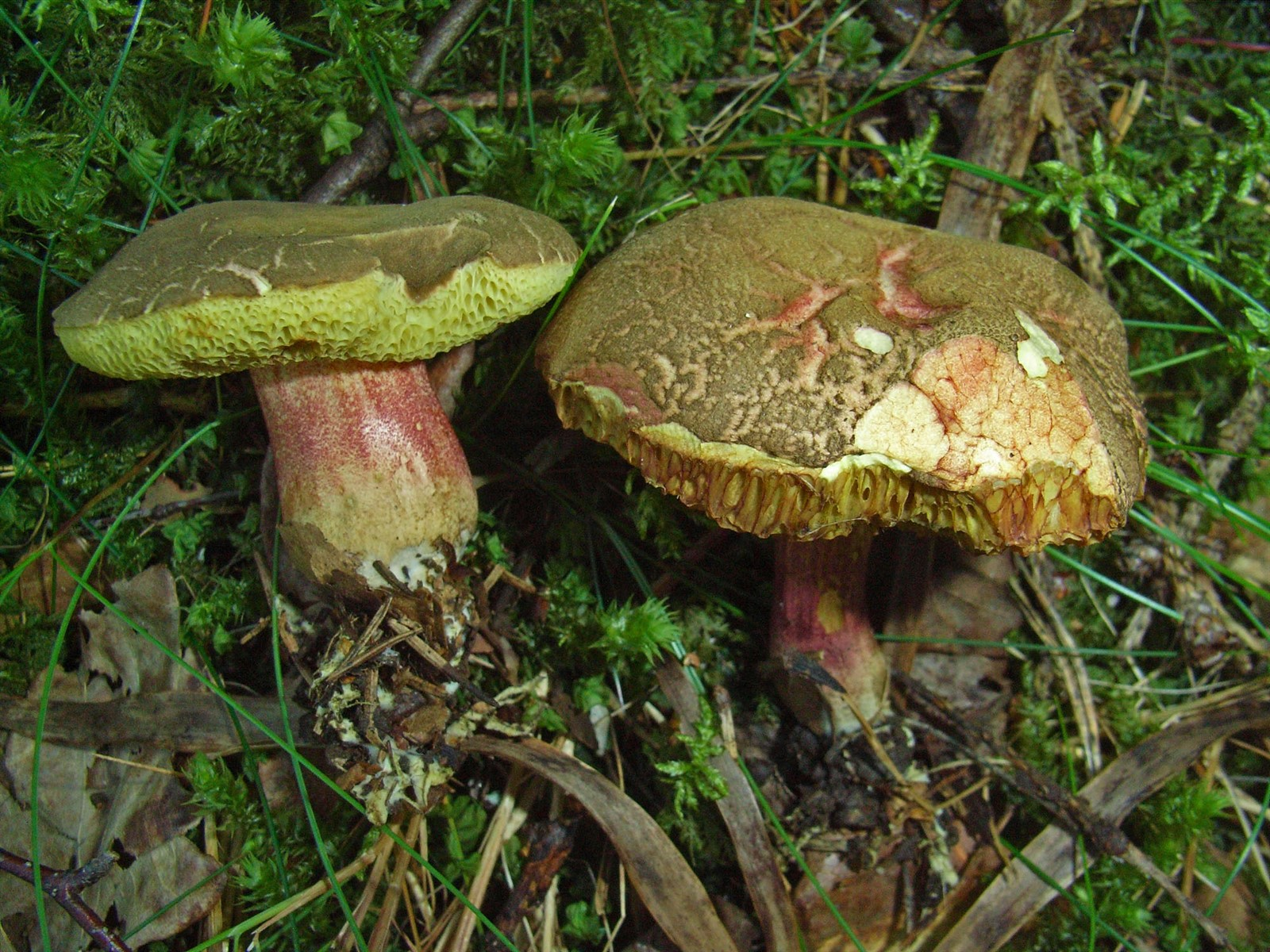
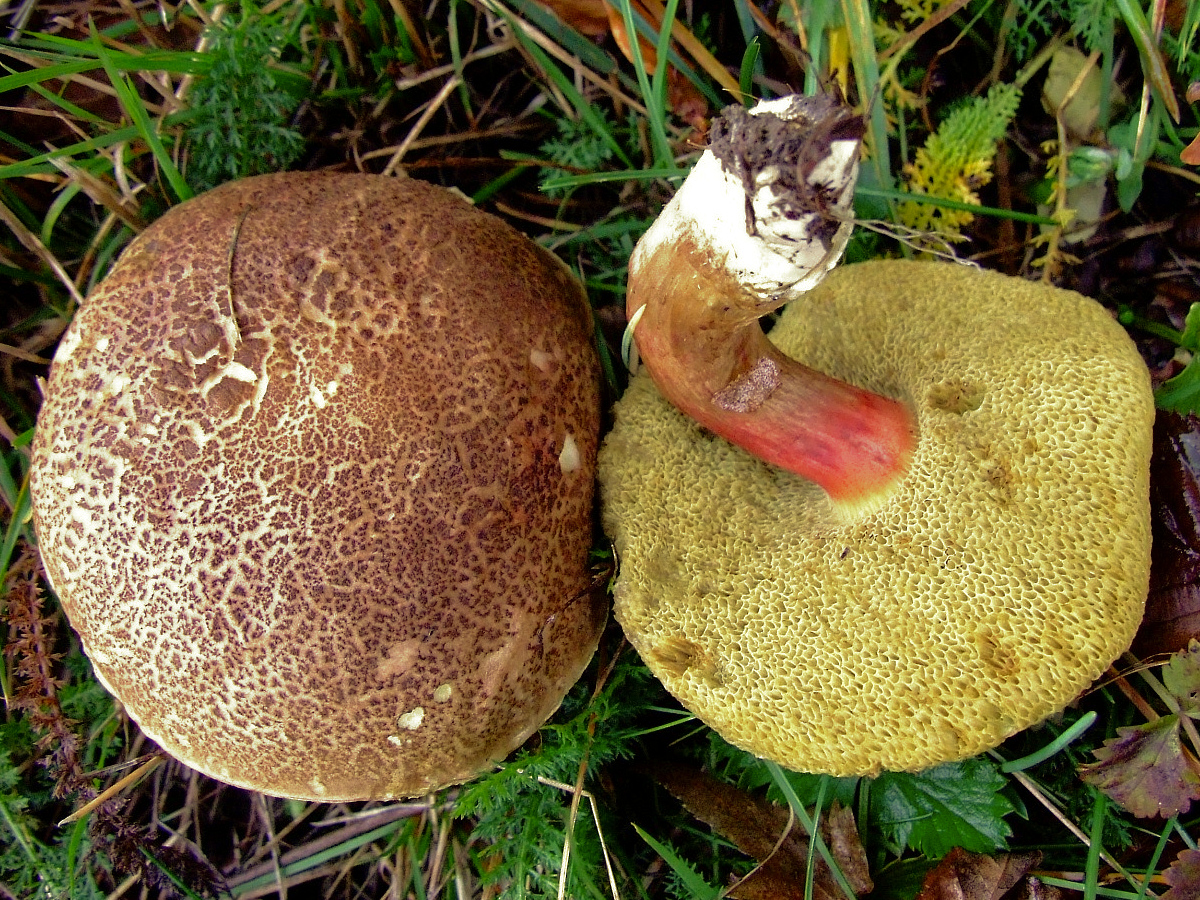
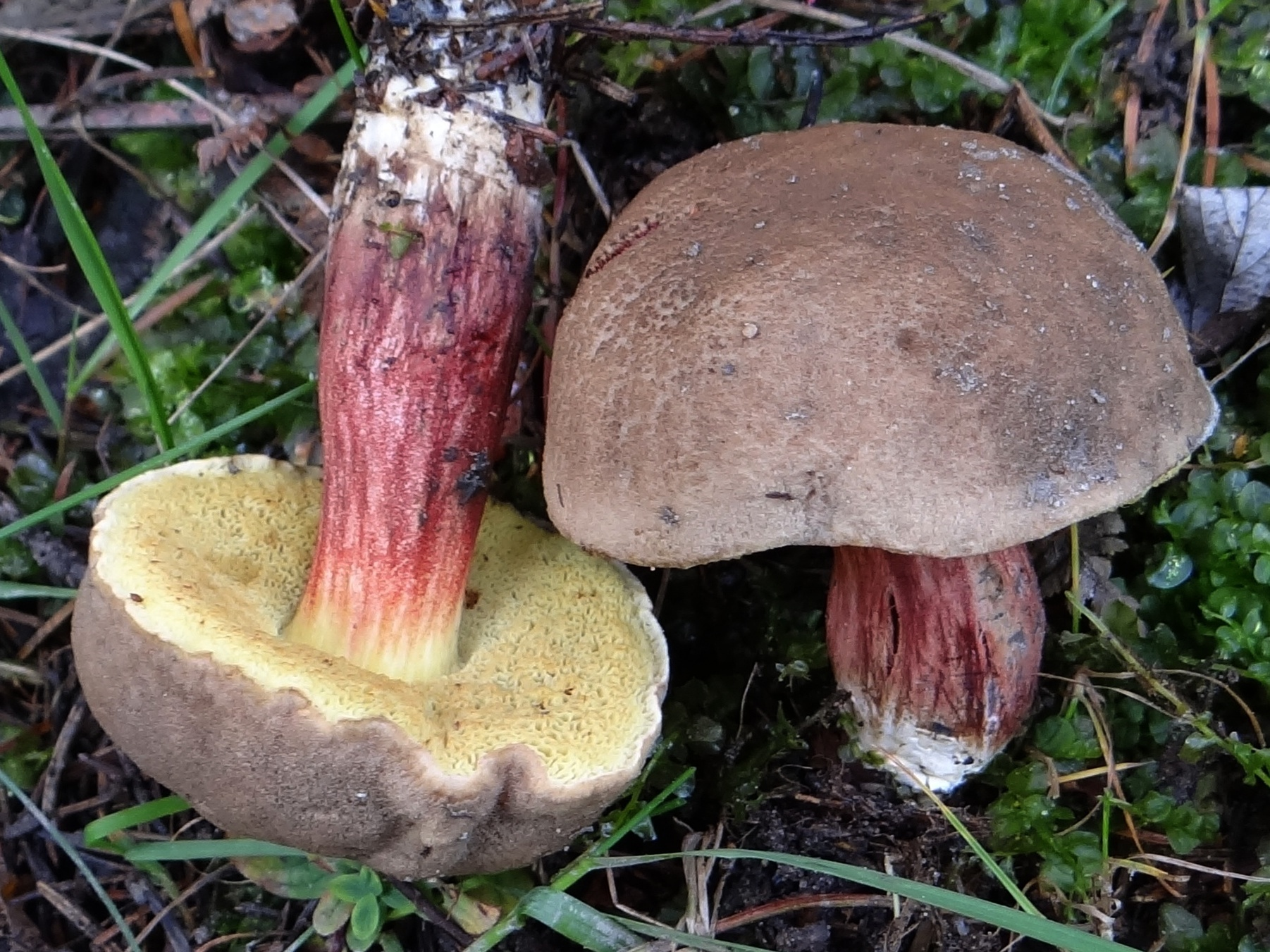
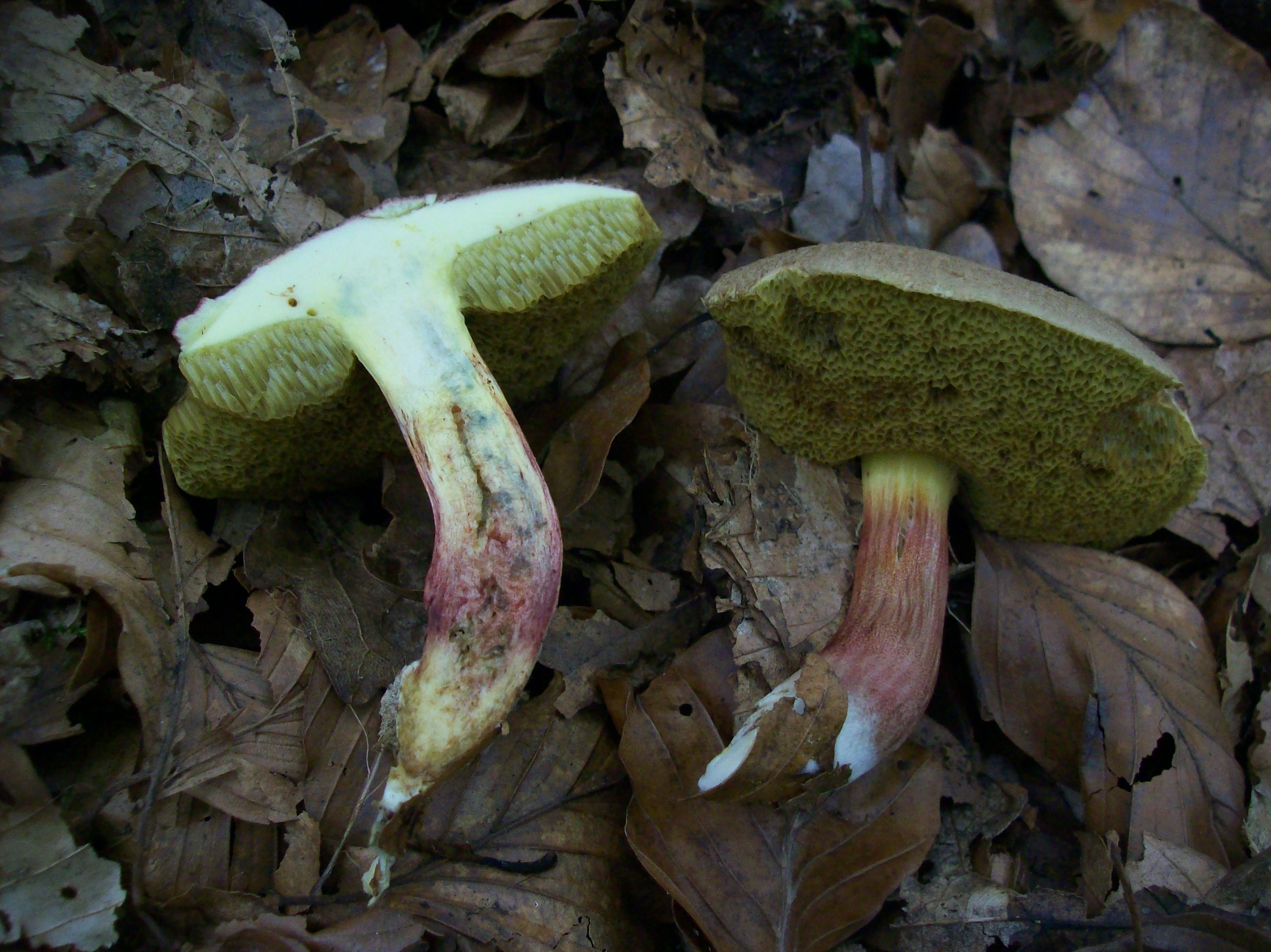
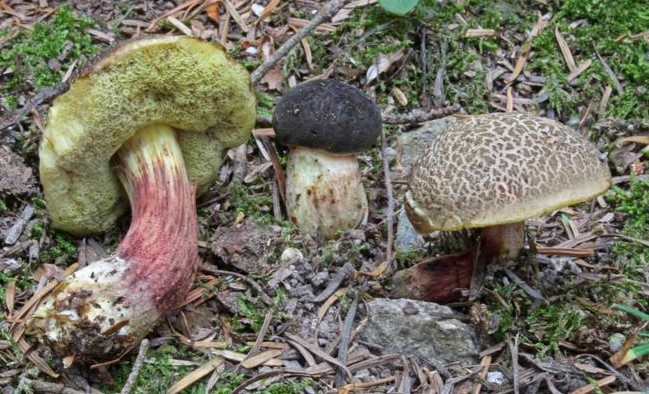
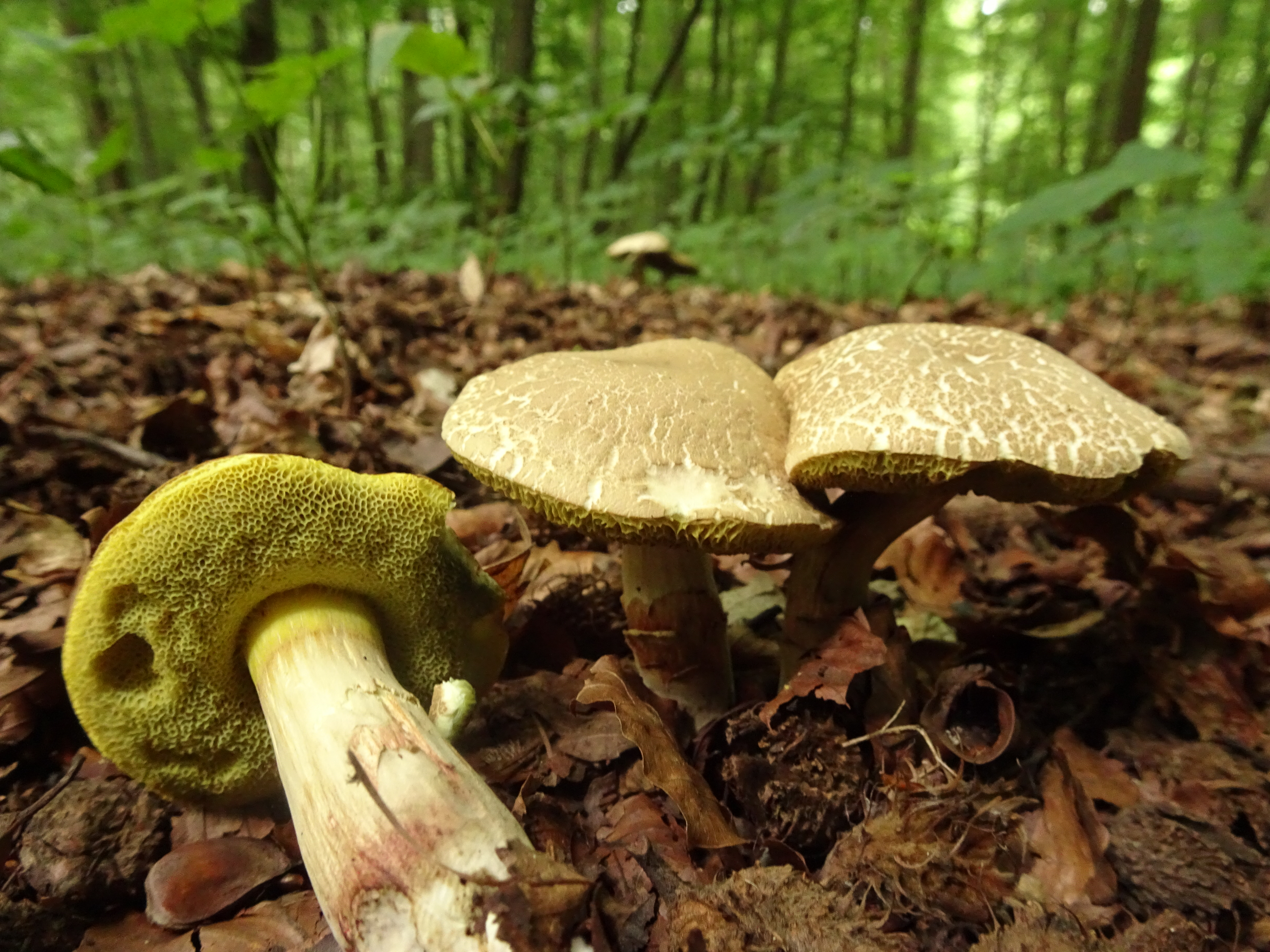
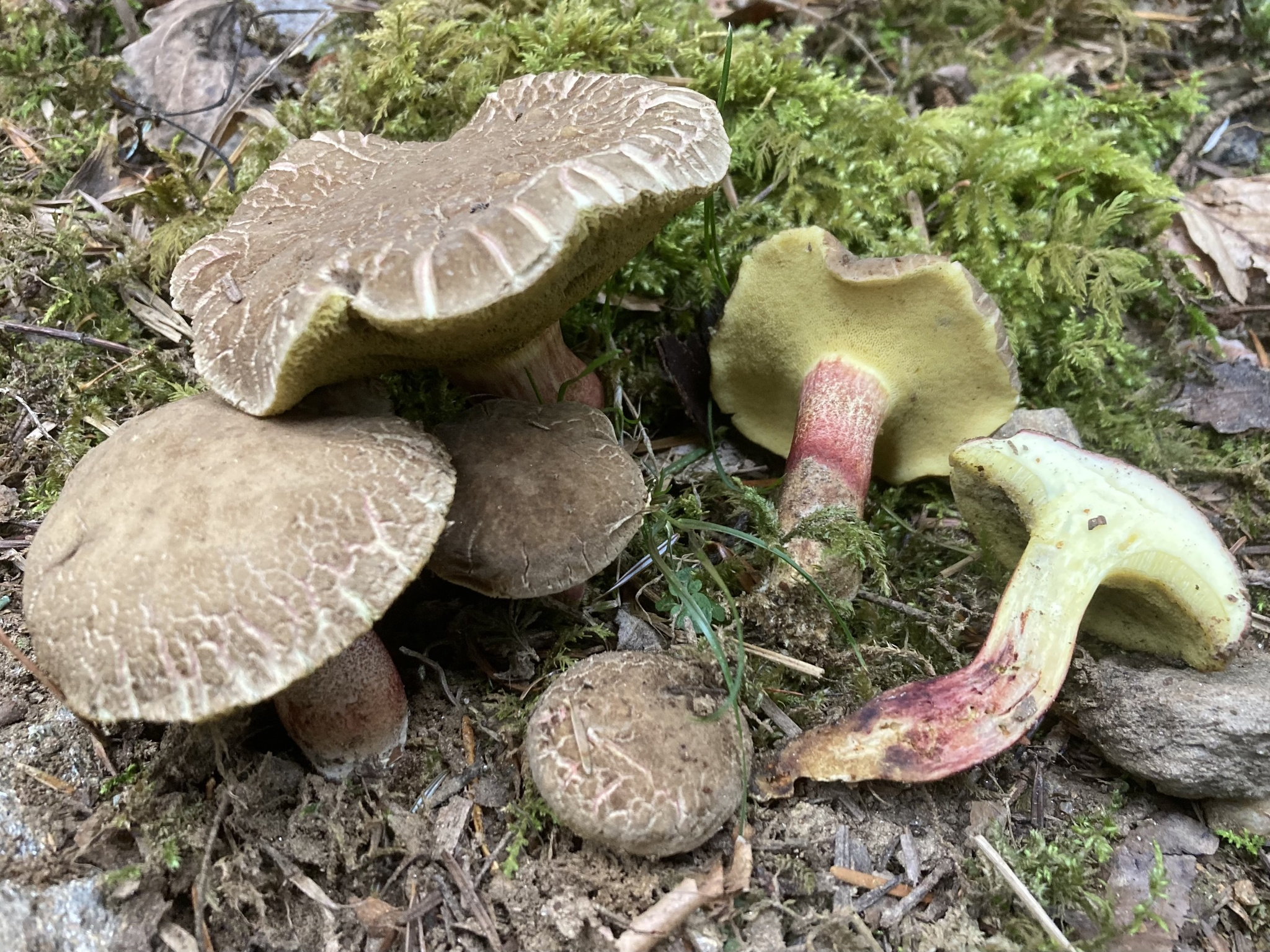
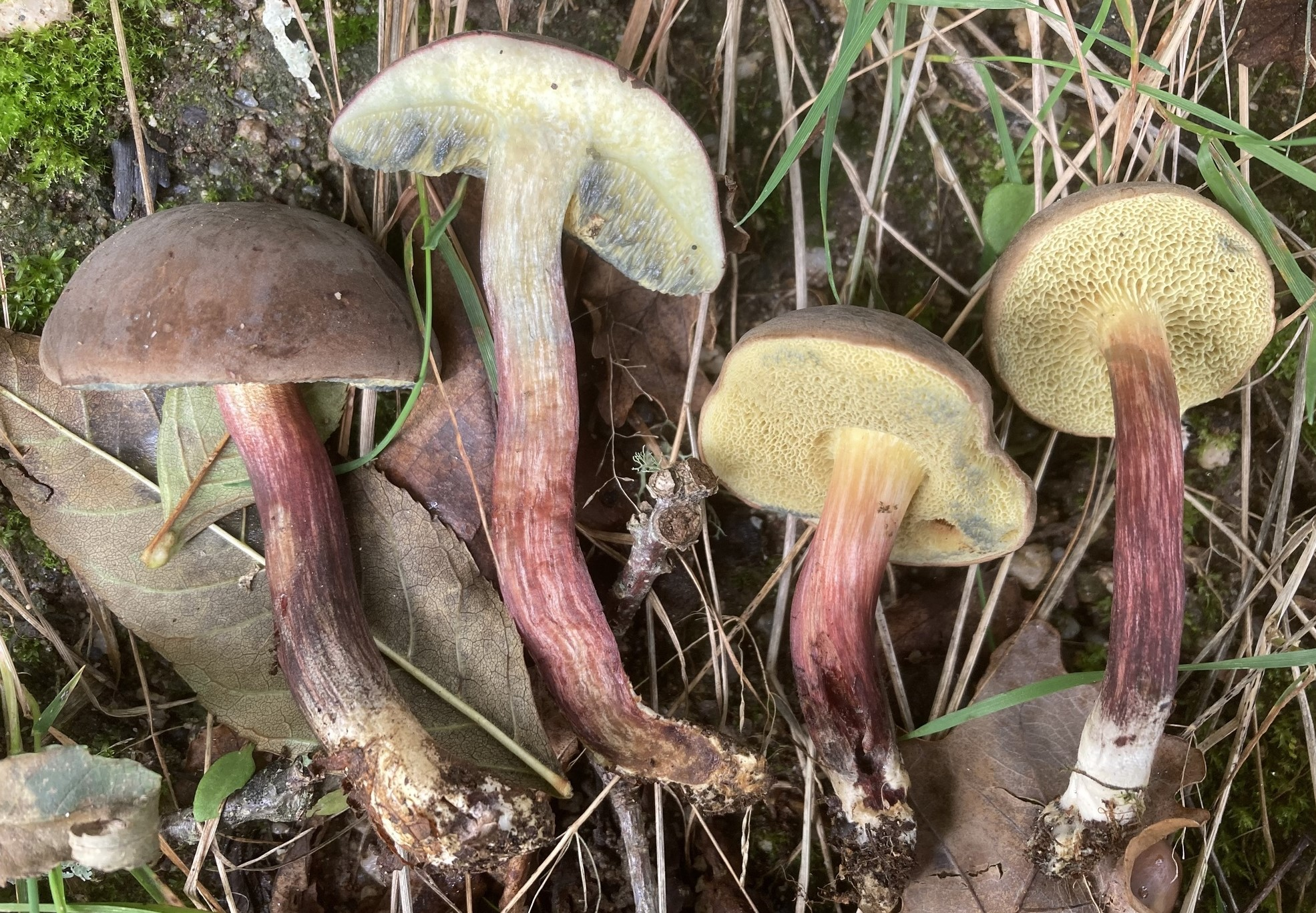

## Variétés et formes
- Xerocomellus chrysenteron f. aereomaculatus, forme à craquelures bronze, diffère du type par une chair jaune clair dans les craquelures du chapeau, une marginelle débordante blanchâtre à jaune paille ; une chair jaune vif dans le bas du stipe ; un stipe et une chair dont la couleur rouge est fortement réduite jusqu'à manquer, et un bleuissement souvent nul[6].
- Xerocomellus chrysenteron var. crassipes, forme à pied ventru, diffère du type par des tubes plutôt longs, écartés du stipe, et un stipe (pied) ventru, clavé ou subcylindracé[6].
- Xerocomus chrysenteron f. gracilis, forme gracile bleuissante, au chapeau très petit (1,5 à 4 cm de diamètre[7]), brun olive clair avec des parties roses à rouge cinabre ; marge souvent fendillée-crevassée de blanc jaunâtre, parfois rose dans les parties rongées. Pores nettement bleuissant. Spores plus petites que chez le type. Chair fortement bleuissante. Sous Quercus petraea, printemps à mi-juillet[6].
- Xerocomellus chrysenteron var. sterilis

## Habitat et distribution
C'est un champignon ectomycorhizien, poussant communément dans tous les bois, aussi bien dans les bois de conifères, que dans les bois de feuillus, de l’été à la fin de l'automne, Juin-novembre, plutôt estival. Il pousse parfois sur les souches très pourries.

## Comestibilité
Comme tous les Xerocomus au sens large, le Bolet à chair jaune est une espèce d'intérêt culinaire donné comme moyen de par son faible goût et sa petite taille. Elle est comestible après cuisson, de préférence en retirant le pied et en privilégiant les jeunes spécimens et les spécimens fermes dont les tubes ne sont pas très développés. C'est une espèce consommée occasionellement .

## Confusions possibles

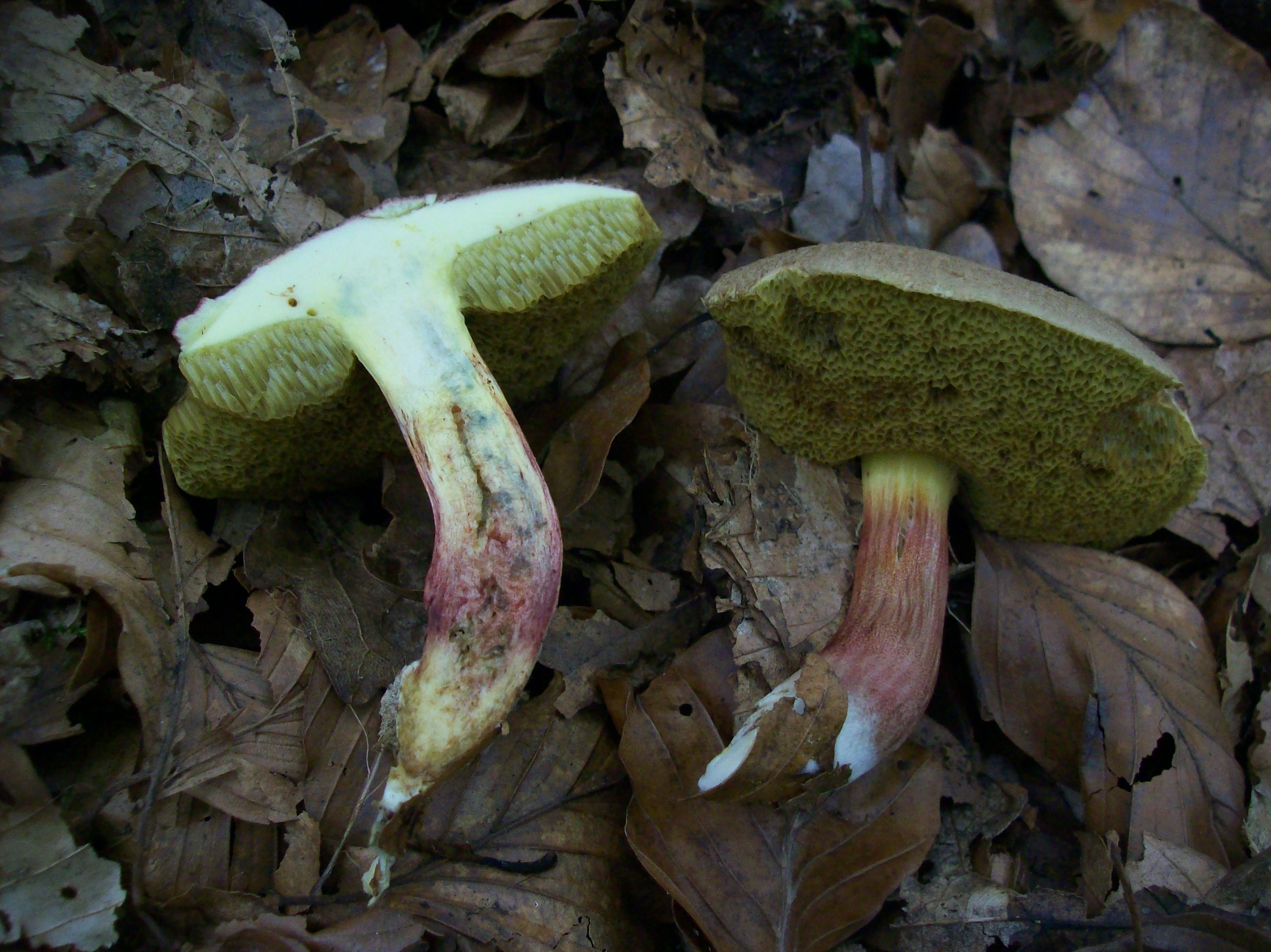
Coupe de X. chrysenteron. Chair blanchâtre-jaunâtre, moitié inférieure de la chair du pied rouge betterave, brunâtre orangé tout au bout, bleuissement absent ou très faible.

Chez les Bolets du genre Xerocomus au sens large (Xerocomus, Xerocomellus, Hortiboletus, Imleria, Rheubarbariboletus, etc.), une coupe transversale du spécimen est cruciale pour identifier correctement l'espèce. En effet, la couleur de la chair à la coupe ainsi que la localisation et l'intensité de l'oxydation (bleuissement) de la chair sont des indices déterminants, différents et singuliers pour chaque espèce de Xerocomus au sens large. Tous les Xerocomus au sens large partagent la même comestibilité. Xerocomellus chrysenteron, le Bolet à chair jaune, peut se confondre avec les espèces suivantes :
- Le Bolet pruineux (Xerocomellus pruinatus), qui peut être très similaire et difficile à différencier, généralement sans grande zone rougeâtre à la coupe (mais pas forcément), chapeau plus sombre, pruineux, non tesselé, stipe jaune vif, à l'extérieur bleuissant, chair plus jaune, lentement bleuissante (~10 min), surtout au bas du pied. Spores finement striées longitudinalement. Comestible.
- Le Bolet subtomenteux (Xerocomus subtomentosus), chair rosée dans la moitié inférieure du pied à la coupe. Chapeau rarement craquelé. Tubes jaune vif restant plus au moins jaunâtres à maturité. Comestible.
- Le Bolet commun (Hortiboletus engelii), petite zone jaunâtre ou orangeâtre tout au bout du pied piquetée de minuscules points rouge sang à la coupe. Venant dans les pelouses et les clairières. Comestible.
- Le Bolet bai (Imleria badia), chair entièrement blanchâtre à la coupe, parfois légèrement bleuissante au-dessus des tubes. Tubes et pores nettement bleuissants à la pression ou à la coupe. Stipe brun clair lisse. Comestible réputé.
- Le Bolet de Sarnari (Xerocomellus sarnarii), sans teinte jaunâtre-brunâtre à sa base à la coupe, rouge betterave de la chair souvent plus foncé. Sans intérêt alimentaire.
- Le Bolet de Poeder (Xerocomellus poederi), sans teinte jaunâtre-brunâtre à sa base à la coupe, rouge betterave de la chair souvent plus foncé. Sans intérêt alimentaire.
- Le Bolet cisalpin (Xerocomellus cisalpinus), chair du stipe de plus en plus intensément bleuissante en s'approchant de la base à la coupe, base orangeâtre ou rougeâtre. Sans intérêt alimentaire.
- Le Bolet fissuré (Xerocomellus porosporus), chair du stipe de plus en plus noire en s'approchant de la base à la coupe. Chapeau brunâtre-grisâtre. Sans intérêt alimentaire.

### Bibliographie

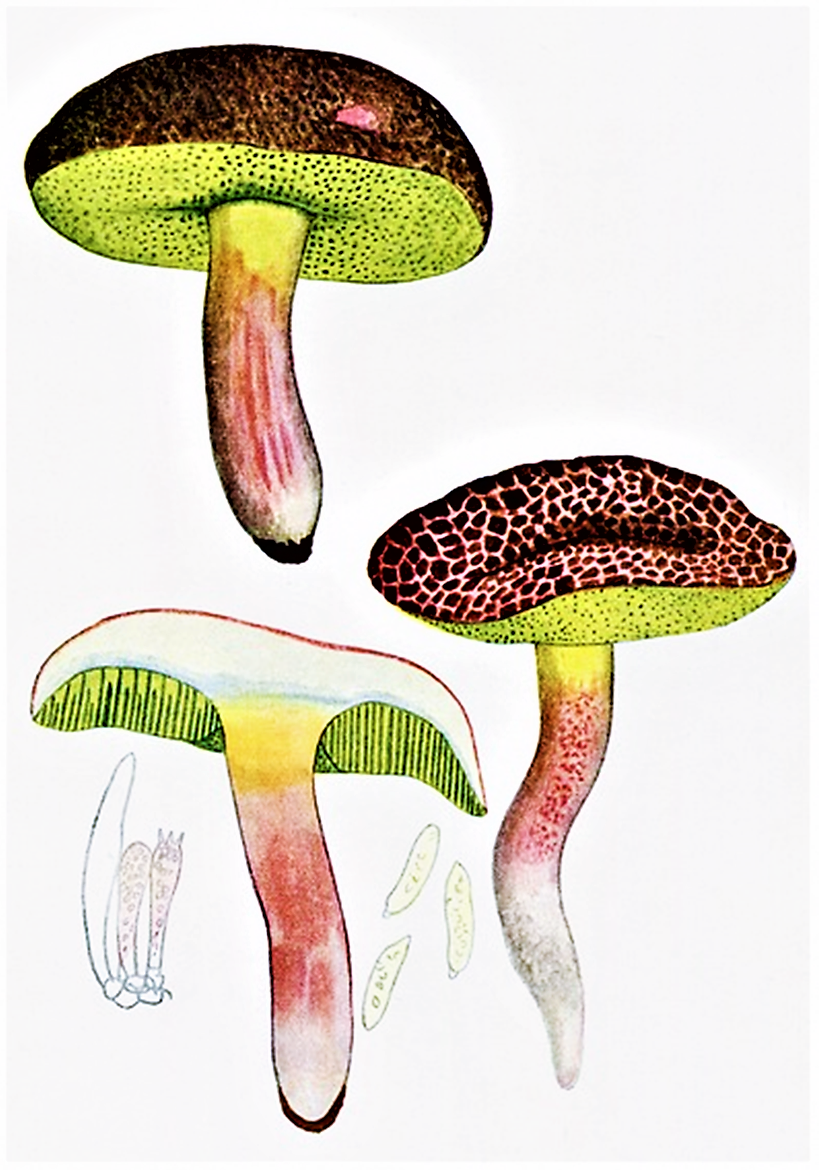
Illustration de Xerocomellus chrysenteron par Giacomo Bresadola.